# NGC 147
NGC 147 (również PGC 2004 lub UGC 326) – karłowata galaktyka eliptyczna lub sferoidalna, znajdująca się w gwiazdozbiorze Kasjopei, oddalona od Ziemi o około 2,2 miliona lat świetlnych. Została odkryta 8 września 1829 roku przez Johna Herschela.

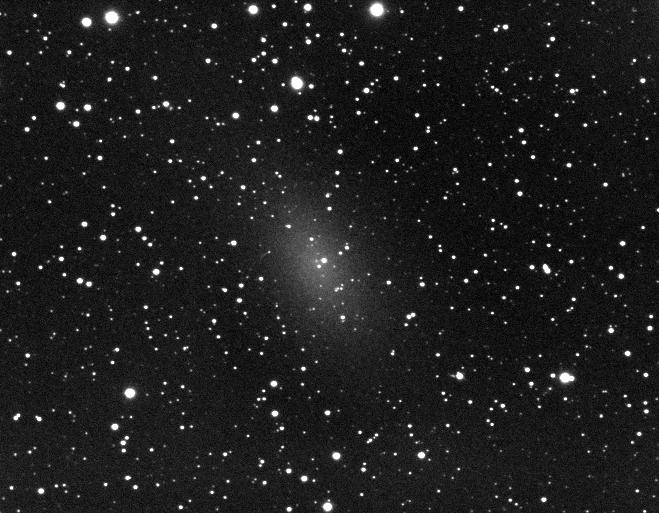
Galaktyka NGC 147 na zdjęciu amatorskim

Galaktyka NGC 147 należy do Grupy Lokalnej i jest satelitą Galaktyki Andromedy.